# Kelechi Udegbe
Kelechi Udegbe est un acteur et artiste musicien nigérian. Il est surtout connu pour son rôle en tant que personnage principal dans le film Officier Titus,. 
Depuis ses débuts au cinéma en 2009, Kelechi a joué dans plusieurs films comme Behind The Smile, Ojuju, Taxi Driver : Oko Ashewo, Korn Free Day, Kpians : The Feast of Souls, etc.

## Filmographie
- 2010 : Behind The Smile
- 2014 : Kpians : The Feast of Souls : Dan Mudiagha
- 2014 : Horn Free Day : Aloysius
- 2014 : Ojuju (en) : Emmy
- 2015 : Stupid Movie : Aloysius
- 2015 : Taxi Driver: Oko Ashewo : Bashar
- 2023 : Mami Wata de C.J. 'Fiery' Obasi :